# Prins Philip-rörelsen
Prins Philip-rörelsen är en cargokult bland kastom-folket på ön Tanna i Vanuatu. Rörelsen dyrkar framlidne prins Philip, hertig av Edinburgh och ser honom som en gudom.

## Historia

### Bakgrund
Kulten är en blandning av gamla religiösa föreställningar från Vanatu, kristendom och typiska inslag från cargokulter, med föreställningar om en Messiasliknande gudom som ska befria befolkningen från kolonialvälde och bringa välstånd, det vill säga "cargo". Ursprunget till Prins Philip-rörelsen är fortfarande oklar men spåras tillbaka till 1960-talet då en uråldrig profetia om hur sonen till en bergsanda skulle resa långt bort på jakt efter en mäktig kvinna att gifta sig med, blandades med berättelsen om den återvändande Messias.
Vid tiden var Vanatu del av det koloniala anglo-franska territoriet Nya Hebriderna, och porträtt av den brittiska prinsen och drottningen hade ofta en framträdande plats på polisstationer och regeringskontor, vilket förmodligen varit del i skapandet av kulten. År 1974 gjorde Storbritanniens drottning Elizabeth II och hennes make prins Philip ett statsbesök till Vanuatus huvudstad Port Vila. Några stammedlemmar, däribland hövdingen Jack hade rest 24 mil över havet för denna specifika händelse och synen av prinsen i sin vita uniform stärkte dem i deras tro att prins Philip var denna ande och en Messias.

### Kontakt med prins Philip

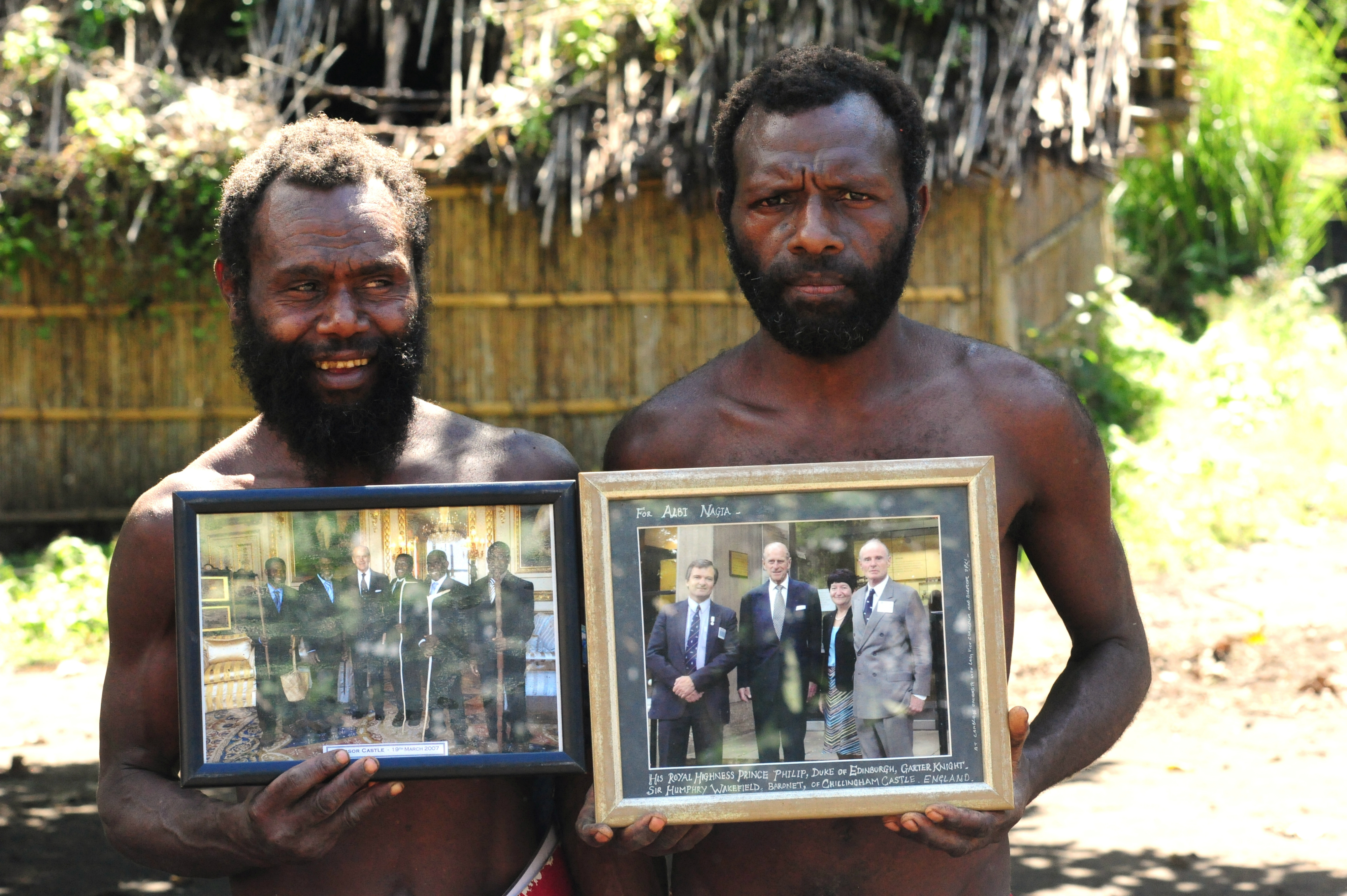
Två anhängare håller upp fotografier de fått av prinsen, 2012.

Efter statsbesöket fick prins Philip reda på kulten varefter han gick med på att skicka ett signerat fotografi till invånarna på ön. Invånarna svarade med att skicka en rituell så kallad nal-nal-klubba som används för att avliva grisar med. De bad prins Philip att skicka ett nytt fotografi hållandes i klubban, vilket prinsen gjorde på 1980-talet. Prins Philip skickade ytterligare ett fotografi år 2000. 2007 fick fem män från Tanna i en del av realityserien Meet the Natives åka till Storbritannien och möjligheten att träffa prinsen samt utbyta gåvor och fotografier. Prins Philip besökte aldrig ön, men två av hans barn, prinsessan Anne och Charles III (när han var Prins av Wales) gjorde det 2014 respektive 2018.

### Reaktion på prins Philips död
När beskedet om prins Philips död 9 april 2021 nådde ön utlystes en 100 dagars sorgevaka. Det är oklart vem kulten nu ska följa, men det troliga är prins Philips son Charles III.